# Ebenweiler
Ebenweiler est une commune de Bade-Wurtemberg (Allemagne), située dans l'arrondissement de Ravensbourg, dans la région Bodensee-Oberschwaben, dans le district de Tübingen. Dès 1974 Ebenweiler et la commune francaise Thiron-Gardais sont jumelées.